# Col de Soladier
Le col de Soladier est un col de montagne des Préalpes suisses situé à 1 576 m d'altitude. Il est situé dans le canton de Vaud, à 1 km à l'ouest de la ligne de crête reliant le Vanil des Artses et la Cape au Moine, et à l'est du Molard.

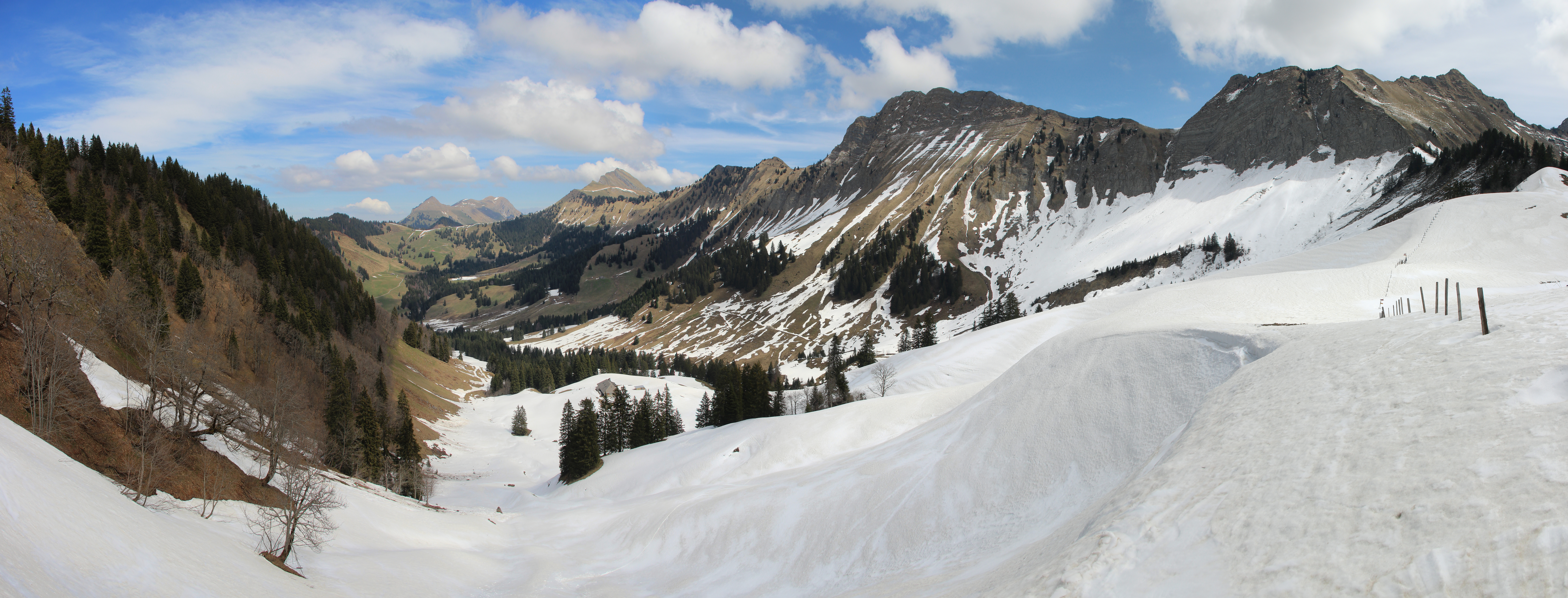
Vue depuis le col de Soladier en direction du nord

## Toponymie
En vaudois, son nom est sor la diez, qui signifie en français : sur la source.

## Activités
C'est un lieu apprécié des randonneurs, des skieurs et des VTTistes. Un chemin carrossable et un sentier pédestre relient le col de Jaman qui offre une vue sur le lac Léman.